# Lorenzo Parodi
Lorenzo Parodi (Genova, 24 maggio 1926 – Genova, 31 luglio 2011) è stato un sindacalista e politico italiano, fondatore nel 1965, con Arrigo Cervetto, di Lotta Comunista.

## Dalla piccola officina all'Ansaldo
Nasce in una famiglia operaia: il padre Bartolomeo è "battimazza" al reparto fucinatura dell'Ansaldo Meccanico di Genova Sampierdarena. Dopo aver iniziato a lavorare, a 14 anni, in una piccola bulloneria di Genova Nervi, nel pieno della seconda guerra mondiale passa alla grande fabbrica, e l'apprendistato professionale precede il noviziato politico di poco più di un anno.
Inizia a lavorare all'Ansaldo, come tornitore al reparto "macchine piccole" (MAPI), nell'estate del 1942, quando l'ultimo sforzo bellico produce l'infornata più cospicua delle nuove leve operaie; quasi mezzo secolo dopo, introducendo la terza edizione di "Cronache operaie" ricorderà: «eravamo tra i ragazzini entrati nelle fabbriche nei primi anni quaranta a sostituire la "carne da cannone" inviata al fronte».

## Il noviziato politico nel fuoco della guerra mondiale
Nella primavera del 1943 aderisce allo sciopero in corso all'Ansaldo e nel 1944, per sfuggire alle retate naziste e alla deportazione, è costretto a lasciare la fabbrica e a darsi alla macchia.
Parodi diventa partigiano nella Brigata SAP "Crosa" di Genova Nervi: è qui che il suo noviziato politico si avvia, su un percorso che, con la scelta antistalinista, lo porta in contatto con i giovani comunisti libertari di Nervi fra cui Antonio Pittaluga, Vero Grassini, Agostino Sessarego e Mario Vignale e in seguito con il gruppo di Genova Sestri.
Trent'anni dopo Parodi rievoca l'esordio politico di quel giovane operaio e partigiano introducendo la prima edizione di "Cronache operaie": «L'inizio della sua vicenda politica avviene fuori della fabbrica quando, per sfuggire alle retate dei fascisti, nel 1944 è dovuto passare alla clandestinità. Nella nuova condizione, egli incontra dei compagni che hanno dovuto fare una scelta politica e si unisce a loro. La cellula clandestina che hanno creato si rifiuta di seguire la linea di collaborazione nazionale e il compromesso con la monarchia imposti da Togliatti appena approdato a Salerno. È il rifiuto del primo "compromesso storico" che interesserà tutta una generazione e la scelta diventa il comunismo libertario e internazionalista, contrapposto a quello di osservanza staliniana.»
Sono dunque soprattutto «il rifiuto dell'opportunismo togliattiano», come ricostruisce Parodi, e il tentativo «ancora confuso di salvare il salvabile di fronte all'ondata opportunistica che finirà per bloccare e sommergere il movimento di classe scaturito dalla lotta contro il fascismo», i fattori che portano la sua cellula partigiana a legarsi alla tradizione libertaria e anarco-sindacalista.
Questa tradizione a Genova ha radici profonde, che risalgono «al processo di formazione del movimento operaio, alle peculiarità della Prima Internazionale in Italia, alle reazioni spontanee provocate dal marciume della Seconda Internazionale, quindi alle caratteristiche del primo dopoguerra rosso quando una Camera del Lavoro importante come quella di Sestri Ponente era a direzione anarco-sindacalista».

## Il processo di maturazione politica nel dopoguerra
Il giovane Parodi rientra in Ansaldo alla fine della guerra. Il suo lavoro politico si esprime nell'impegno per portare il movimento anarchico su una linea di lotta politica concreta; assieme ad Arrigo Cervetto e altri giovani, come loro in stragrande misura operai, lavora per la nascita dei "Gruppi anarchici di azione proletaria" (GAAP), sancita nel Convegno di Genova Pontedecimo del febbraio 1951. "È proprio la ricerca di un altro comunismo che non fosse la soggezione a Mosca del PCI staliniano che mette in contatto Lorenzo Parodi e Arrigo Cervetto, tra il 1948 e il 1949. Il terreno d'incontro è il tentativo di Pier Carlo Masini e di Cervetto di raggruppare attorno ai giovani della FAI la Federazione Anarchica Italiana, un movimento comunista libertario organizzato e federato, che abbandonasse il nullismo individualista di tanto anarchismo tradizionale."
La ricerca della «omogeneità teorica come scienza della rivoluzione» lo indirizza ad un serio lavoro di studio del "Capitale" di Marx e ad incontrare Lenin.
È il punto di approdo naturale per chi ha passione rivoluzionaria e intelligenza dialettica, come Parodi stesso dichiara riassumendo il compito che la sua generazione si trova davanti: «se Lenin aveva dovuto impiegare le energie di un'intera generazione di rivoluzionari per liberare il marxismo dalla mistificazione socialdemocratica, lo stesso problema e lo stesso impiego di energie si sarebbe posto a più generazioni per liberare il leninismo dalle mistificazioni dello stalinismo».

## Le cronache di fabbrica e l'esperienza sindacale
Accanto allo studio e alla riflessione teorica, i primi anni cinquanta lo vedono impegnato nella regolare stesura delle cronache delle vicende di fabbrica, con lo sforzo di «sottrarsi all'influenza soggettiva di chi è parte in causa per trattare i problemi della classe in contrapposizione all'egemonia ideologica dello stalinismo nel suo periodo più buio».
Parodi affina in questo periodo la sua militanza rivoluzionaria «nell'attività agitatoria, nell'impegno sindacale, nella responsabilità del proprio inserimento nelle varie istanze sindacali, da quella di base ("esperto", ora "delegato", di reparto), a quella di fabbrica del Comitato Sindacale (ora Consiglio), fino a quelle di categoria e dell'organizzazione orizzontale a livello confederale (Comitato Direttivo Nazionale della CGIL)».
In sede di bilancio scriverà che il motivo di riflessione di quella esperienza sindacale «riguarda l'atteggiamento che il militante rivoluzionario deve tenere nella fabbrica e nelle istanze sindacali, nel suo modo di rapportarsi con gli operai e con la classe», riconoscendo che pur con gli inevitabili errori di quella fase di formazione era riuscito a mantenere al centro della sua attenzione «le conseguenze del primo compromesso storico sul piano dello sfruttamento operaio».

## La posizione internazionalista sulla rivolta di Budapest
La presenza nel Comitato Direttivo Nazionale della CGIL gli offre la tribuna per una netta posizione internazionalista nei confronti della rivolta operaia di Budapest dell'ottobre-novembre 1956 (vedi "Ungheria 1956").
Il segretario generale Di Vittorio, dopo la deplorazione dell'intervento militare russo espressa il 27 ottobre, già il 4 novembre ha operato una rapida marcia indietro.
Alla riunione del Direttivo del 20-21 novembre Parodi sostiene la necessità «che la CGIL prenda l'iniziativa di liquidare la politica, i sistemi e la burocrazia stalinista che orientano tuttora la Federazione Sindacale Mondiale».
Mette poi la rivolta di Budapest in connessione con le altre significative vicende di quel cruciale 1956 (i moti operai in Polonia, la guerra coloniale condotta in Algeria dal governo di Guy Mollet, la crisi di Suez): «Nello stesso momento in cui attraverso la FSM dobbiamo aiutare la mobilitazione dei lavoratori francesi contro una guerra colonialista fatta in Algeria e in Egitto in nome di un governo "socialista"; nello stesso momento in cui dobbiamo preoccuparci delle difficoltà dei lavoratori inglesi, la cui lotta contro la guerra in Egitto e a Cipro è frenata dalle Trade Unions laburiste preoccupate di "non danneggiare la produzione" occorre anche appoggiare senza riserve la lotta dei lavoratori ungheresi, polacchi, degli stessi lavoratori russi, che, contro gli effetti del capitalismo di Stato, vogliono affermare il vero socialismo».

## La confluenza in Azione Comunista
Dopo la confluenza dei GAAP, nella primavera 1957, nel raggruppamento di "Azione Comunista" sorto due anni prima da una "dissidenza" del PCI, Parodi si impegna a fianco di Arrigo Cervetto nello sforzo di contrastarvi il massimalismo e attestarvi una posizione internazionalista.
E assieme a Cervetto presenta, al primo convegno della Sinistra comunista del novembre 1957 a Livorno, le "Tesi sullo sviluppo imperialistico, sulla durata della fase controrivoluzionaria e sullo sviluppo del partito di classe", in cui è espressa ormai in modo organico la visione strategica della corrente leninista.
Nelle "Tesi" si prevede il ruolo dell'Asia "epicentro delle tensioni" e lo sviluppo dell'Asia, motore dei tempi della crisi della società imperialistica. È questa "visione dell'epoca" che permetterà la comprensione dei decenni successivi, fino alla "nuova fase strategica" dei nostri tempi, quando il capitalismo di stato cinese giunto alla maturità imperialistica, percorrendo il sentiero tracciato nel primo secolo dell'imperialismo dalle potenze europee, dagli Stati Uniti, dalla Unione Sovietica e dal Giappone, apre il tempo della lotta per la spartizione del mondo tra potenze imperialistiche di dimensione continentale.

## La fondazione di Lotta Comunista
Il compito strategico per il proletariato, la classe che può e deve rivoluzionare la società imperialista, è ormai chiaramente delineato nella visione che Parodi condivide con Cervetto, visione che segna tutta una vita militante in cui la scienza marxista permette alla passione rivoluzionaria di "superare gli scogli dell'impaziente aspettativa e dell'ingannevole attendismo".
La visione strategica delle Tesi del '57 si collegava infatti alla concezione del partito della strategia: a Parodi Cervetto invia nel 1964 le bozze dello studio (che sarà raccolto due anni dopo in volume, con il titolo di "Lotte di classe e partito rivoluzionario", e più volte ripreso fino alla sesta edizione del 2004, che ripubblica anche quelle lettere) sulla concezione leninista dell'azione politica, con l'obiettivo di avere «un testo-base della corrente leninista in Italia».
Su quella base Cervetto e Parodi possono voltare pagina rispetto all'esperienza di "Azione comunista": nel dicembre 1965 esce il primo numero di "Lotta Comunista" (di cui Parodi sarà direttore fino alla morte) e prende avvio un vasto lavoro di insediamento organizzativo.

## I testi sul sindacato e sullo sviluppo del capitalismo
Parodi prosegue la sua attività politica nel sindacato, sviluppando una riflessione attestata dai libri "Critica del sindacato riformista" e "Critica del sindacato subalterno".
Nell'introduzione al secondo di questi testi, scritta nel novembre '88, scrive che «dalle esperienze raccolte in questo volume si possono cogliere le ragioni del nostro impegno, nato nella fabbrica per poi ricercare le ragioni di una lotta, da sindacale diventata politica, nel più vasto orizzonte degli antagonismi che tracciano la storia delle classi. In questa prospettiva abbiamo concepito le ragioni di una scienza del partito e dell'intervento politico. Nell'impegno anche la scienza è diventata passione; la sola che sorregge anche nelle condizioni più negative, consentendo di operare in qualunque ciclo storico».
Lo studio della condizione operaia, dunque, necessariamente si estende allo studio delle relazioni tra le classi in Italia: a partire dai primi anni ottanta Parodi lavora sistematicamente su molteplici aspetti della storia del capitalismo industriale e finanziario italiano, visto nei suoi nessi con le dinamiche internazionali, con le lotte tra le classi, con la vicenda politica e con la produzione di ideologie; questi testi sono poi raccolti nei due volumi degli "Studi sullo sviluppo del capitalismo in Italia".
Nell'introduzione al primo dei due volumi si legge: «Dovendo fare la storia della sua classe, il partito non può prescindere dalla storia della classe antagonista. Una storia che ha portato la borghesia "a dare al suo interesse medio una forma universale", in quanto il suo approdo è stato il mercato mondiale. Conseguentemente, affermano Marx ed Engels, anche il proletariato "può dunque esistere soltanto sul piano della storia universale, così come il comunismo, che è la sua azione, non può affatto esistere se non come esistenza storica universale"».
Questo lavoro è proseguito con gli studi più recenti, che hanno una dimensione non solo italiana, ma proiettata sullo scenario internazionale (in particolare europeo e americano), sulle tendenze e le politiche dei grandi gruppi economici e finanziari, sempre seguiti in connessione con i diversi, mutevoli e contraddittori, aspetti della vita della formazione economico-sociale capitalistica.

### I testi di Lorenzo Parodi
- Lorenzo Parodi. "Cronache operaie". Milano, Edizioni Lotta Comunista, 1974. ISBN 88-86176-04-X: raccoglie le riflessioni degli anni cinquanta sull'esperienza di fabbrica.
- Lorenzo Parodi. "Critica del sindacato riformista". Milano, Edizioni Lotta Comunista, 1987. ISBN 88-86176-02-3: raccoglie i testi sul sindacato usciti tra il 1953 e il 1966.
- Lorenzo Parodi. "Critica del sindacato subalterno". Milano, Edizioni Lotta Comunista, 1989. ISBN 88-86176-05-8: raccoglie i testi sul sindacato usciti tra il 1967 e il 1978.
- Lorenzo Parodi. "Studi sullo sviluppo del capitalismo in Italia", in tre volumi. Milano, Edizioni Lotta Comunista, 1998-2007-2010. ISBN 88-86176-28-7; ISBN 978-88-86176-66-8; ISBN 978-88-86176-89-7: raccolgono i testi sulla storia del capitalismo industriale e finanziario italiano; il primo volume quelli usciti tra il marzo 1983 e il febbraio 1994, il secondo quelli usciti tra il marzo 1994 e il giugno 2004.
- Lorenzo Parodi. "Grandi famiglie del capitale". Milano, Edizioni Lotta Comunista, 2010. ISBN 978-88-86176-97-2: raccoglie i testi sulla storia di alcune importanti famiglie del capitalismo mondiale.

### Altri testi citati
- "La vita fortunata di Lorenzo Parodi" - Lotta Comunista N.491-492, luglio-agosto 2011 p. 2-3
- Arrigo Cervetto. "L'Imperialismo unitario". Milano, Edizioni Lotta Comunista, 1981. ISBN 88-86176-17-1: vi è organicamente raccolto il materiale d'analisi del corso dell'imperialismo mondiale dagli anni cinquanta fino al 1980, tra cui le "Tesi sullo sviluppo imperialistico, sulla durata della fase controrivoluzionaria e sullo sviluppo del partito di classe" del 1957.
- "Ungheria 1956. Necessità di un bilancio". Milano, Edizioni Lotta Comunista, 1986. ISBN 88-86176-01-5.
- Guido La Barbera, Lotta comunista Il gruppo originario 1943-1952, Milano, Lotta Comunista, 2012.
- Guido La Barbera, Lotta comunista Verso il partito strategia 1953-1965, Milano, Lotta Comunista, 2015
- Guido La Barbera, Lotta comunista Il modello bolscevico 1965-1995, Milano, Lotta Comunista, 2017